# Elachista hedemanni
Elachista hedemanni — вид лускокрилих комах родини злакових молей-мінерів (Elachistidae).

## Поширення
Вид поширений в Європі. Присутній у фауні України.

## Опис
Розмах крил 8-9 мм. Основне забарвлення переднього крила злегка блискуче, кремово-біле, розсіяне з чорними лусочками і трьома нечіткими жовтими поздовжніми лініями. Базальна третина кости чорна. Задні крила сірі, з більш блідими жовтуватими лусочками.

## Спосіб життя
Кормові рослини личинок — осока низька (Carex humilis), медова трава м'яка (Holcus mollis) і ковила пірчаста (Stipa pennata). Вони мінують листя своєї рослини-господаря. Міна починається від основи пластинки листка. Личинки брудно-жовті з медово-жовтою головкою.